# Смоллвуд, Вивиан
Ви́виан Ли Смо́ллвуд (англ. Vivian Lee Smallwood; 18 июня 1933, США — 22 июля 2017, там же) — американский рэпер, гитаристка и актриса

.

## Карьера

### Рэп
Смоллвуд работала в качестве почтового работника и начала рэп-карьеру в середине 1980-х годов. Она заняла первое место в рэп-конкурсе на катке Южно-Центрального Лос-Анджелеса с антинаркотическими рэп-композициями. К 1988 году она сформировала группу со своим сыном Rappin' Granny и DJ Len. Она выиграла конкурс «Бабушка года» в Пасадине в 1988 году, исполнив рэп-версию песни «The Little Old Lady (from Pasadena)» («Маленькая старушка из Пасадины»). В 1989 году она выпустила малоизвестное одноимённое музыкальное видео под названием «Rock-n-Soul». Смоллвуд была подписала контракт с Tandem Records в 1992 году. Она выпустила сингл «You Did not Use Your Blinker Fool» в ответ на песню DJ Jazzy Jeff & The Fresh Prince «You Saw My Blinker». Бренд соды, Rappin Granny’s Slammin Strawberry Hip Hop Pop, был назван в её честь в 1995 году.

### Актёрство
С середины 1990-х годов Смоллвуд была действующей голливудской актрисой. Она появилась в многочисленных телевизионных шоу, в небольших ролях, и в нескольких художественных фильмах. Некоторые из её работ: «Все ненавидят Криса», «Малкольм в центре внимания», «Щит» и «Игры джентльменов». В фильме «Не грози Южному централу, попивая сок у себя в квартале» (1996) она указана в ролях, как Вивиан «Rappin' Granny» Смоллвуд. Она также сыграла «Нано» в «Большие плохие мухи», шоу в бывшей сети Fox Kids. В 2012 году она появилась в эпизоде «Как я встретил вашу маму».
Смоллвуд появилась в театре «Аполло» в Apollo Circus of Soul в 2007 году.

### «В Америке есть таланты»
Смоллвуд была участницей телевизионного шоу «NBC» «В Америке есть таланты» в 2006 году. Во время своего прослушивания Смоллвуд показала представление, которое было очень популярно среди толпы и судей, все из которых (Бренди, Дэвид Хассельхофф и Пирс Морган) пропустили её в следующий раунд путём единогласного голосования. Смоллвуд вернулась в полуфинальный эпизод, который транслировался 26 июля 2006 года. После очередной хорошо принятой залом песни, судьи снова отправили её в следующий раунд, вновь единогласным голосованием. В финальном раунде Смоллвуд ездила на мотоцикле. Однако в последнем раунде удача отвернулась от Смоллвуд; она не только не выиграла премию в миллион долларов, но и финишировала в нижней половине общественного голосования, определившего победителя, о чём объявил ведущий Реджис Филбин.

## Личная жизнь
У неё было трое детей, включая сыновей К. Джозефа Смоллвуда, который был студийным музыкантом «Prince» в 1990-х годах, и Леонард Льюис (род. 1966), с которым она начинала свою карьеру. По состоянию на 2006 год, у Смоллвуд было пятнадцать внуков и девять правнуков.

## Избранная фильмография
| Год       |   | Русское название                                        | Оригинальное название                                                    | Роль                                                                                                |
| --------- | - | ------------------------------------------------------- | ------------------------------------------------------------------------ | --------------------------------------------------------------------------------------------------- |
| 1996      | ф | Не грози Южному централу, попивая сок у себя в квартале | Don't Be a Menace to South Central While Drinking Your Juice in the Hood | Сестра Уильямс                                                                                      |
| 2000      | с | Седьмое небо                                            | 7th Heaven                                                               | Женщина                                                                                             |
| 2001      | с | Сильное лекарство                                       | Strong Medicine                                                          | Бабушка                                                                                             |
| 2002      | с | Малкольм в центре внимания                              | Malcolm in the Middle                                                    | Алфия                                                                                               |
| 2002      | с | Щит                                                     | The Shield                                                               | Филлис                                                                                              |
| 2004      | ф | Игры джентльменов                                       | The Ladykillers                                                          | Леди с чаем                                                                                         |
| 2004      | с | Клиент всегда мёртв                                     | Six Feet Under                                                           | Стелла Маршалл                                                                                      |
| 2005—2008 | с | Все ненавидят Криса                                     | Everybody Hates Chris                                                    | Маленькая старушка / Пожилая женщина / Женщина с Уокером / Клиентка / Мать / Пожилая афроамериканка |
| 2010      | ф | Дрянная девчонка                                        | Dirty Girl                                                               | Соседка Шелли                                                                                       |
| 2011      | с | Парки и зоны отдыха                                     | Parks and Recreation                                                     | Мюриэл                                                                                              |
| 2012      | с | Как я встретил вашу маму                                | How I Met Your Mother                                                    | Лейла                                                                                               |
| 2012      | ф | Ищу друга на конец света                                | Seeking a Friend for the End of the World                                | Мать Спека                                                                                          |